# Hank Petrusma
Hendrick „Hank“ Petrusma (* 26. Dezember 1942 in den Niederlanden) ist ein australischer Politiker.

## Leben
Petrusma wurde 1982 als unabhängiger Kandidat im Wahlkreis Hobart in das Legislative Council, das Oberhaus des tasmanischen Parlaments gewählt und gehörte diesem ab dem 22. Mai 1982 an. Bei den Wahlen 1988 wurde er ohne Gegenkandidat wiedergewählt. Im Januar 1992 legte er sein Mandat nieder, um für das House of Assembly, das Unterhaus des tasmanischen Parlaments, zu kandidieren. Es gelang Petrusma jedoch nicht ein Mandat zu erringen.
Die australische Politikerin Jacquie Petrusma ist mit seinem Neffen verheiratet.